# 帕萊余灰蝶
帕萊余灰蝶（學名：Rekoa palegon）是屬於灰蝶科線灰蝶亞科的一種蝴蝶，是余灰蝶屬的一種。分佈於中南美洲之熱帶地區，由墨西哥至巴西、委內瑞拉和秘魯一帶，模式產地為蘇利南。幼蟲的寄主為菊科等植物，成蝶愛採該科之千里光屬和澤蘭屬植物的花蜜。

## 參考文獻

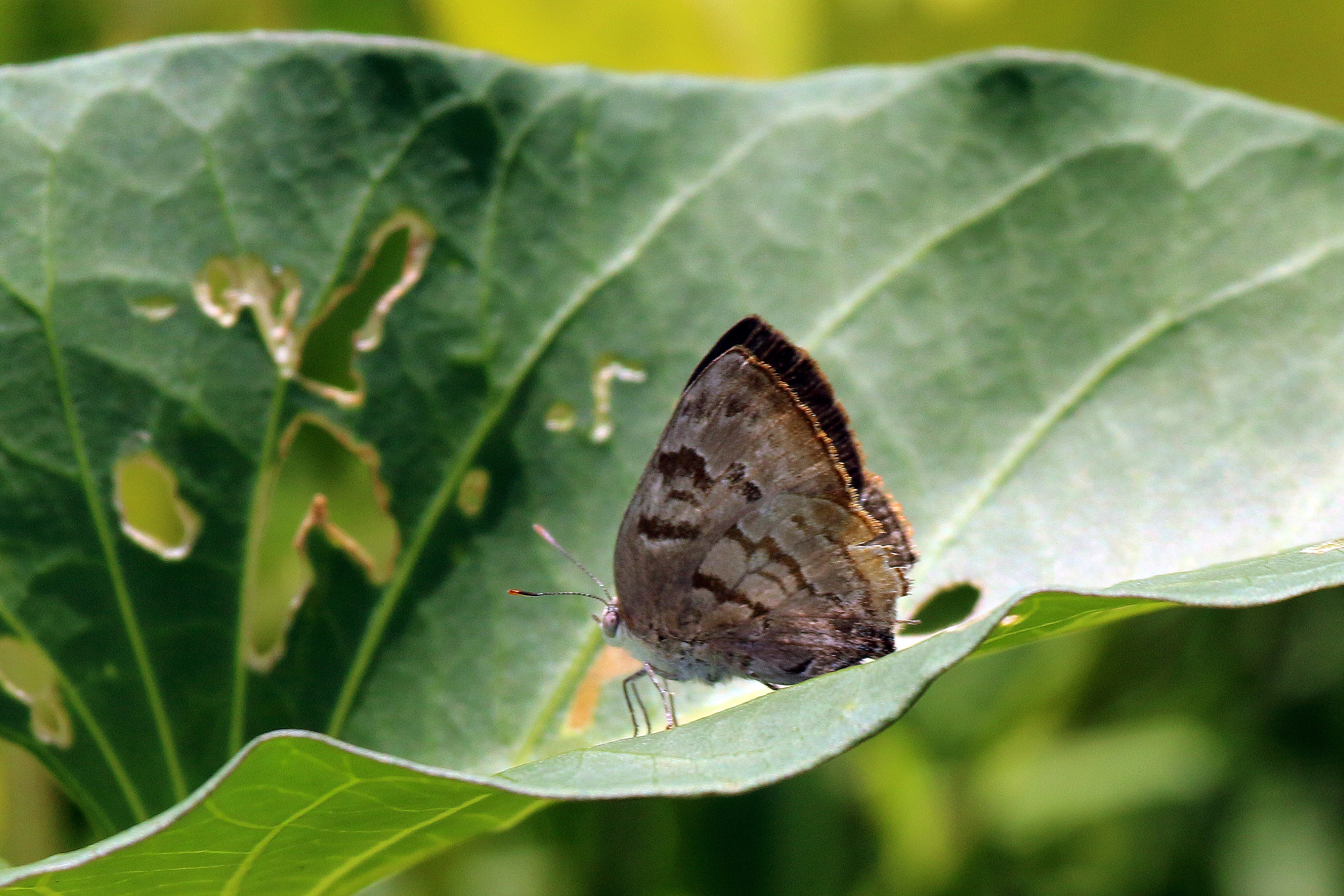
記錄於托巴哥島的成蝶

## 腳註
1. ↑  Robbins, 1991. Evolution, comparative morphology, and identification of the eumaeine butterfly genus Rekoa Kaye (Lycaenidae: Theclinae) Smithson. Contrib. Zool. 498

## 外部連結
- 维基共享资源上的相關多媒體資源：帕萊余灰蝶
- Rekoa palegon （页面存档备份，存于） - Butterflies of America
- Rekoa palegon （页面存档备份，存于） - funet.fi （英文）